# 제네타 아네트
저네타 아넷(Jeannetta Arnette, 영어 발음: /dʒəˈnɛtə/, 1954년 7월 29일 ~ )은 미국의 배우이다.
워싱턴 D.C.에서 태어났다.

## 출연 작품
- 헌터 개더러 (2016년)
- 아마추어 (2014년)
- 더 어글리 라이프 오브 어 뷰티풀 걸 (2014년)
- 엔젤스 인 스타더스트 (2014년) - 재클린 윈저 역
- Beneath the Dark (2010)
- 미들 오브 노웨어 (2008년)
- 스나이퍼 3 (2004년) - 시드니 역
- 던스모어 (2003년)
- The '70s (2000년) - 도리스 역
- 퍼스트 러브, 라스트 라이트 (1997년)
- 레이디뻑 (1992년) - 글리니스 역
- 생사의 여객기 (1984, Flight 90: Disaster on the Potomac)
- 더 샤도우 라이더스 (1982년)

### 텔레비전
- 헤드 오브 더 클래스 (1986-91)
- 엑스턴트 (2014)